# Argentina en los Juegos Olímpicos de Atenas 2004
La participación de Argentina en los Juegos Olímpicos de Atenas 2004 fue la 18.ª actuación olímpica oficial organizada por el Comité Olímpico Argentino. La delegación presentó 156 deportistas, de los cuales cuarenta y seis eran mujeres (el 29,48%). El abanderado fue el regatista Carlos Espínola.
El equipo obtuvo seis medallas (dos de oro y cuatro de bronce) y siete diplomas olímpicos (puestos premiados). En el medallero general ocupó la posición n.º 38 sobre 201 países participantes. Tres de las medallas fueron obtenidas en deportes de equipo (fútbol, básquetbol y hockey sobre césped) y las otras tres en tenis, vela y natación.
La actuación de Argentina en Atenas 2004 significó la recuperación del nivel absoluto de obtención de medallas que el país tenía con anterioridad a 1956. Por primera vez desde 1952, Argentina volvió a obtener medallas de oro, luego de atravesar un período de cincuenta y dos años sin lograrlo.
En relación con la cantidad de países participantes, se trató de la mejor ubicación de la historia del olimpismo argentino hasta ese momento, aunque posteriormente sería superada por la actuación de 2008 en Pekín (35º sobre 204). Otro dato destacable es que obtuvieron medalla cuarenta y nueve atletas de la delegación (un 32,24%), el porcentaje más alto de la historia hasta ese momento, superando el logro de 1928 (un 32,10%). Ese porcentaje sería a su vez superado en Pekín 2008, donde el 36,96% de los integrantes de la delegación obtuvieron medalla.
Finalmente, la circunstancia de que el 28 de agosto de 2004 Argentina obtuviera las medallas de oro en fútbol, básquetbol y una medalla de bronce en vela, ha llevado a que varios especialistas consideren que se trató del día más importante del deporte argentino.

## Medalla de oro en fútbol
El 28 de agosto la selección masculina de fútbol obtuvo la medalla de oro. Argentina no obtenía medallas de oro desde el 23 de julio de 1952, cuando los remeros Tranquilo Capozzo y Eduardo Guerrero ganaron la prueba de doble par de remos sin timonel en los Juegos Olímpicos de Helsinki.
Ganar la medalla de oro en fútbol era una prioridad del equipo olímpico argentino, ya que se trataba del único logro mayor no alcanzado por el fútbol argentino hasta ese momento, habiendo perdido dos finales olímpicas, en Ámsterdam 1928 y Atlanta 1996.
Las tradicionales reglas olímpicas que excluían de su ámbito al deporte profesional, comenzaron a cambiar en los Juegos Olímpicos de Los Ángeles 1984, donde por primera vez se permitió la participación de futbolistas profesionales. Esas reglas se modificaron primero en Barcelona 1992 estableciendo que solo podrían participar jugadores de hasta 23 años, y luego en Atlanta 1996, donde se admitió la inclusión de hasta tres jugadores mayores de 23 años.
Argentina formó un equipo de jugadores jóvenes muy destacados como Carlos Tévez, Javier Mascherano, Javier Saviola, Luciano Figueroa, Andrés D'Alessandro y Lucho González, a los que se sumaron tres mayores de mucha experiencia internacional: Roberto Ayala, Gabriel Heinze y Cristian "Kily" González. El seleccionador fue Marcelo Bielsa, también en ese momento director técnico de la selección mayor, poniendo en evidencia la importancia que Argentina le concedía a la disputa por la medalla de oro. El equipo completo estuvo integrado por Germán Lux, Wilfredo Caballero, Roberto Ayala, Fabricio Coloccini, Nicolás Burdisso, Gabriel Heinze, Clemente Rodríguez, Leandro Fernández, Javier Mascherano, Cristian 'Kily' González, Andrés D'Alessandro, Lucho González, Nicolás Medina, César Delgado, Carlos Tévez, Mauro Rosales, Javier Saviola, Mariano González y Luciano Figueroa.
La competencia se realizó con la participación de 16 países divididos en cuatro grupos, en los que los dos primeros se clasificaban a una etapa de eliminación directa que conducía a que los dos equipos invictos en la misma jugaran la final.

### Serie clasificatoria
Argentina integró el Grupo C junto a Túnez, Serbia y Montenegro y Australia, ganando los tres partidos sin recibir goles en contra y clasificándose en primer lugar.
El 11 de agosto el equipo argentino debutó contra Serbia y Montenegro, venciendo con amplitud por 6-0, con goles de Carlos Tévez (2), de César Delgado -el mejor jugador del partido-, el Kily González, Gabriel Heinze y Mauro Rosales.
El 14 de agosto Argentina jugó contra Túnez, ganando 2-0 y clasificando a la etapa eliminatoria. Durante la mayor parte del primer tiempo el juego fue equilibrado y ninguno de los dos equipos generó peligro, pero poco antes del entretiempo, los argentinos cambiaron su estrategia y, de la mano de la habilidad de Andrés D'Alessandro, comenzaron a jugar "por abajo" con toques cortos, estableciendo diferencias. De ese modo llegó el primer gol, convertido de cabeza por Tévez a los 39', luego de un centro del Kily González. En el segundo tiempo, Argentina cuidó el resultado, y a los 72', Saviola puso el 2-0 final, con un excelente gol.
El 17 de agosto, con la clasificación asegurada, Argentina le ganó a Australia 1-0. La ventaja la puso D'Alessandro a poco de comenzado el partido (9') y daba la sensación que los argentinos podían definirlo en cualquier momento. Sin embargo, los australianos se recuperaron, dominaron el partido e incluso llegaron varias veces al arco contrario con peligro, hasta que se cansaron, a poco de iniciado el segundo tiempo. La Argentina entonces controló la pelota hasta el final, en un encuentro que se hizo aburrido.
La siguiente es la tabla de clasificación del Grupo C:
| Equipo              | Pj | G | E | P | GF | GC | Pts |
| ------------------- | -- | - | - | - | -- | -- | --- |
| Argentina           | 3  | 3 | 0 | 0 | 9  | 0  | 9   |
| Australia           | 3  | 1 | 1 | 1 | 6  | 3  | 4   |
| Túnez               | 3  | 1 | 1 | 1 | 4  | 5  | 4   |
| Serbia y Montenegro | 3  | 0 | 0 | 3 | 3  | 14 | 0   |

### Cuartos de final y semifinal
El 21 de agosto Argentina se enfrentó a Costa Rica en cuartos de final. Los costarricenses resistieron hasta que llegó el primer gol argentino a los 24', cuando el César Delgado tomó un rebote del arquero luego de un remate del Kily González. De allí en adelante los argentinos dominaron el partido y lo definieron con tres goles de Tévez a los 43, 82 y 83 minutos (4-0).
El 24 de agosto se disputaron las semifinales, enfrentándose Italia y Argentina por la primera de ellas. Fue un partido complicado en el que los argentinos abrieron el marcador a los 16', cuando Tévez aprovechó un error de la defensa italiana para definir con una tijera (1-0). En el segundo tiempo, luego de varias oportunidades y con una destacada actuación de Javier Mascherano recuperando la pelota en el medio campo, llegó el segundo gol a los 69', mediante un tiro de larga distancia al ángulo de Luis Oscar González, definiendo un rápido contraataque liderado por Tévez (2-0). De allí en adelante Argentina manejó el balón e incluso aumentó la diferencia a los 85', mediante un gol de Mariano González luego de un preciso pase de Tévez (3-0).

### Final
La final la jugaron Argentina y Paraguay, dos equipos sudamericanos, el 28 de agosto en el Estadio Olímpico de Atenas. Paraguay ya había dado la sorpresa al desplazar al siempre favorito Brasil en el torneo preolímpico de clasificación a los Juegos de Atenas, y había llegado a la final perdiendo un solo partido frente a Ghana en la etapa clasificatoria.
Argentina comenzó dominando y a los 16', Mauro Rosales desbordó por derecha y tiró un centro atrás que Tévez convirtió en el gol que finalmente le daría la victoria y también su consagración como goleador del torneo (1-0). Los argentinos siguieron en control del partido y antes de terminar el primer tiempo tuvieron otras dos oportunidades, a través del "Chelito" Delgado y "Lucho" González.
Al comenzar el segundo tiempo, Argentina siguió prevaleciendo. A los 15' "Lucho" González se perdió un "gol hecho" y a los 21' fue expulsado en Paraguay el jugador Carlos Gamarra por un codazo. En ese momento los paraguayos reaccionaron, aprovechando el cansancio de su rival, y a los 26' Diego Figueredo estuvo a punto de empatar el partido, luego de una excelente jugada de equipo, en la que pateó desde el punto del penal, salvando el arquero Germán Lux, en la que fue considerada "su aparición más brillante del campeonato".
Paraguay entonces empezó a llevar peligro al área argentina mediante centros reiterados. Cuando aún faltaban varios minutos para que se cumpliera el tiempo reglamentario, Figueredo cometió una "mano" intencional, que le valió la segunda tarjeta amarilla y su expulsión de la cancha. Con nueve hombres y el cansancio acumulado, Paraguay ya fue incapaz de volver a llegar al arco argentino. De ese modo Argentina volvió a tomar el control del encuentro hasta el final.
Argentina terminó el torneo ganando todos los partidos, con 17 goles a favor y ninguno en contra, mientras que Carlos Tévez, con 8 goles en seis partidos (promedio 1,33), fue el goleador.
El tradicional periódico deportivo italiano La Gazzetta dello Sport definió la actuación argentina diciendo que era "el triunfo del fútbol espectáculo", mientras que la agencia española EFE la calificó del siguiente modo:

Argentina paseó su estatura de campeón completando un invicto de seis partidos. Dominio de la situación en todos los partidos, ideas claras, libertad para la creación, independencia individual, espíritu colectivo y una irrenunciable actitud ofensiva han sido algunas de las virtudes del equipo argentino para esta conquista inapelable.

La medalla de oro obtenida fue de gran importancia para el deporte argentino, porque significó la primera medalla de oro en 52 años y el único título mayor que el fútbol argentino no tenía.

## Medalla de oro en básquetbol

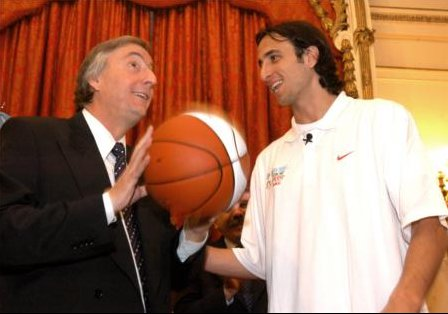
Manu Ginóbili, figura del equipo ganador de la medalla de oro en básquetbol, con el entonces presidente Néstor Kirchner.

El 28 de agosto el equipo argentino de básquetbol masculino ganó la medalla de oro olímpica en lo que constituye uno de los éxitos deportivos más importantes de la historia del deporte en Argentina. Ese mismo día, algunas horas antes, la selección de fútbol masculino también había obtenido la medalla de oro, luego de 52 años sin que Argentina lograra ganar una.
Las competiciones olímpicas de básquet han sido dominadas con amplitud por los Estados Unidos, país que antes de los Juegos de Atenas se había impuesto en doce de las catorce ediciones que había disputado. Sólo un país había logrado desplazar a los norteamericanos de la medalla de oro: la Unión Soviética en dos oportunidades (1972 y 1988). Fuera de ello, Yugoslavia ganó también la medalla de oro en los Juegos Olímpicos de Moscú 1980, cuando EE. UU. no participó debido al boicot político que ese país y otros realizaron en aquella oportunidad.
Argentina, por su parte, sólo había participado en tres competiciones olímpicas de baloncesto, antes de Atenas: en 1948 (15º), 1952 (4º) y 1996 (9º). Pese a ello el equipo argentino llegaba como uno de los varios candidatos a obtener una medalla, teniendo en cuenta su excelente desempeño en el Campeonato Mundial de baloncesto de 2002, donde había sido subcampeón, perdiendo en tiempo extra contra Yugoslavia, luego de una polémica jugada final que pudo darle el título a los argentinos.
El sistema de competencia dividió a los doce países participantes en dos grupos, en los que clasificarían los cuatro primeros a una etapa de eliminación directa, en la que el equipo clasificado en primer lugar debía jugar con el último clasificado de la otra zona, mientras que el segundo clasificado debía enfrentar al tercero de la otra zona, hasta llegar a la final.
El seleccionado argentino de básquetbol estuvo integrado por Carlos Delfino, Gabriel Fernández, Emanuel Ginóbili, Leonardo Gutiérrez, Walter Herrmann, Alejandro Montecchia, Andrés Nocioni, Fabricio Oberto, Juan Ignacio Sánchez, Luis Scola, Hugo Sconochini y Rubén Wolkowyski. El entrenador fue Rubén Magnano.

### Serie clasificatoria
Argentina integró el grupo A junto a Serbia y Montenegro, España, Italia, China y Nueva Zelanda; Serbia y Montenegro era el país que continuaba a Yugoslavia luego de su desintegración. Ese grupo recibió el título de "grupo de la muerte" por el periodismo especializado, porque había al menos 4 equipos que eran candidatos a ganar una medalla (Serbia y Montenegro, España, Italia y Argentina).
El primer partido se jugó el 15 de agosto, y en él Argentina debía enfrentar nuevamente al favorito para quedar líder de grupo, Serbia y Montenegro, reeditando la final del campeonato mundial 2002. Argentina ganó agónicamente 83-82, con un recordado doble de Emanuel "Manu" Ginóbili cayéndose, en el segundo final. Argentina había jugado un primer cuarto sobresaliente, durante el cual Ginóbili anotó 17 puntos (incluyendo 4/4 en intentos de triple), cerrando el período con una ventaja de doce puntos (27-15), y preservando la ventaja al llegar al medio tiempo (49-39). Sin embargo, los europeos se recuperaron en el reinicio, tomando la delantera al comenzar el último cuarto (61-63). Desde ese momento ambos equipos se mantuvieron sin sacarse ventaja, hasta que un triple de Dejan Bodiroga, le dio una ventaja de tres puntos a los europeos cuando faltaban 2' 33'' (75-78), recuperando la pelota en la jugada siguiente. Los argentinos lograron sin embargo descontar la ventaja y empataron en 81 a falta de 16.4 segundos con un "2+1" de Ginóbili. En ese momento, los serbio-montenegrinos lograron enhebrar una jugada que puso a Dejan Tomašević en situación de anotar, obligando a Fabricio Oberto a realizar una falta para evitar el doble. Tomašević convirtió uno de los dos tiros libres y le dio a su equipo una ventaja de un punto, faltando sólo 3,8 segundos (81-82). Casi sin tiempo, Alejandro Montecchia tomó el balón y corrió por el lateral izquierdo, dándole un pase cruzado a Ginóbili, quien, con la marca encima, debió arrojarse hacia adelante en el segundo final para intentar encestar con el tablero, dándole el triunfo a la Argentina (83-82). Al día siguiente, la jugada, que puede verse en gran variedad de versiones en YouTube, le valió al jugador argentino la consideración de "atleta de la jornada", en la página oficial de los Juegos.
La segunda fecha del grupo A se disputó el 17 de agosto. Argentina enfrentó a España, con la que perdió 87-76. Los ibéricos, con las figuras de Pau Gasol y José Manuel Calderón, mostraron un amplio dominio en el primer cuarto, donde terminaron con 11 puntos de ventaja (12-23). Sin embargo, los argentinos se recuperaron en el segundo cuarto, revirtiendo la diferencia y llegando al medio tiempo con una ventaja de 7 puntos (38-31). El tercer cuarto fue parejo, aunque los argentinos lograron estirar su ventaja a 9 puntos (58-49), pero antes de terminar el mismo fueron los españoles los que descontaron la diferencia, para cerrar a 2 puntos (60-58). En el cuarto cuarto, España se destacó en la defensa y logró evitar que los americanos convirtieran canastas, alcanzando un parcial de 15-0, para lograr un triunfo amplio.
El 19 de agosto se jugó la tercera fecha, jugando Argentina contra China, que en las estimaciones previas era el equipo más débil del grupo, aunque finalmente terminó clasificando en cuarto lugar. Argentina superó a China con amplitud (82-57), imponiendo una defensa férrea que anuló a la figura china, Yao Ming, y llegó a marcar un parcial de 25-2 en el segundo cuarto. En la segunda mitad los argentinos pusieron a los suplentes y mantuvieron la diferencia.
El 21 de agosto Argentina disputó contra Nueva Zelanda la cuarta fecha, garantizando la clasificación al vencer 98-94. El equipo de Oceanía había salido cuarto en el último campeonato mundial y había sorprendido venciendo al favorito, Serbia y Montenegro. Fue un partido muy duro y parejo, en el que Nueva Zelanda convirtió casi la mitad de los triples intentados (14/30). El primer cuarto fue para los neozelandeses (23-25), pero Argentina se recuperó en el segundo (47-42) y mantuvo la diferencia de 5 puntos en el tercero (76-71). El último cuarto se mantuvo con la misma tónica hasta el final, con Nueva Zelanda siempre amenazando pero sin poder pasar al frente. El resultado final fue 98-94 y garantizó la clasificación argentina.
El 23 de agosto Argentina cerró su actuación en la serie clasificatoria enfrentando a Italia, perdiendo 75-76. Los argentinos fueron superiores en los primeros minutos tomando una ventaja de 10 puntos, pero los italianos se recuperaron y el segundo cuarto terminó con Argentina arriba por un solo punto (36-35). La segunda mitad mostró un encuentro cerrado, en el que ambos equipos llegaron a los minutos finales alternándose al frente del marcador. Tres segundos antes del final Italia obtuvo dos tiros libres y se puso al frente 75-76. Argentina tuvo la última jugada pero falló en el tiro, para terminar perdiendo por uno y clasificar en tercer lugar, precedida por España e Italia y seguida por China.
| Pos | Equipo              | Pld | G | P | %    | PF  | PC  | PD  | Pts |
| --- | ------------------- | --- | - | - | ---- | --- | --- | --- | --- |
| 1   | España              | 5   | 5 | 0 | 1.00 | 405 | 349 | +56 | 10  |
| 2   | Italia              | 5   | 3 | 2 | .600 | 371 | 341 | +30 | 8   |
| 3   | Argentina           | 5   | 3 | 2 | .600 | 414 | 396 | +18 | 8   |
| 4   | China               | 5   | 2 | 3 | .400 | 303 | 382 | -79 | 7   |
| 5   | Nueva Zelanda       | 5   | 1 | 4 | .200 | 399 | 413 | -14 | 6   |
| 6   | Serbia y Montenegro | 5   | 1 | 4 | .200 | 377 | 388 | -11 | 6   |

### Cuartos de final
El 26 de agosto, Argentina debió jugar en cuartos de final contra Grecia, el combinado local, que se había clasificado en segundo lugar en el grupo B, luego de vencer contundentemente a Puerto Rico.
Luego de un primer cuarto parejo, Argentina se vio superada por Grecia en el segundo cuarto, llegando a recibir un marcador parcial en contra de 0-14, para terminar al llegar al medio tiempo abajo por seis, con una placa de 29-35.
Argentina inició el tercer cuarto jugando muy mal, permitiéndole a Grecia tomar una ventaja de once puntos (34-45) y daba la sensación de no tener recursos para evitar una fácil victoria del local. Promediando el cuarto, Andrés Nocioni cometió su tercera falta y fue reemplazado por Walter Herrmann, causando un cambio radical del partido, impulsando la recuperación de Argentina. En sentido contrario, Grecia buscó definir el partido mediante triples, pero fracasó en su estrategia al convertir solo 6 de 30 intentos. De ese modo, el tercer cuarto terminó con un empate en 53 puntos.
El último cuarto tuvo una alta emotividad. Con sólidas defensas en ambos lados, Argentina se puso al frente pero no logró sacar una luz que le permitiera regular el encuentro. A poco del final Grecia -apoyado por el fervor de su público- se puso a uno, pero Luis Scola se destacó entonces en ambos tableros para garantizar la ventaja que terminó siendo de cinco puntos (69-64).
En los restantes tres encuentros Estados Unidos le ganó a España (102-94), Lituania a China (95-75) e Italia a Puerto Rico (83-70).

### Semifinal
En la semifinal Argentina debía enfrentar al favorito, Estados Unidos. Es cierto que en la etapa clasificatoria, el Dream Team había perdido con Puerto Rico y Lituania, pero en cuartos de final venció con amplitud a España, que hasta ese momento había ganado todos sus encuentros y aparecía como el mejor equipo del torneo. Argentina por su parte, había sido el primer equipo en ganarle al Dream Team en el Campeonato Mundial de 2002.
El partido se jugó el 27 de agosto y -contra los pronósticos- Argentina ganó 89-81, manteniendo superioridad de principio a fin, con un extraordinario desempeño de Emanuel Ginóbili quien anotó 29 puntos.
El primer cuarto fue equilibrado, destacándose Ginóbili por Argentina con 10 puntos y su compañero en San Antonio Spurs, Tim Duncan por Estados Unidos, con 8 puntos. En el segundo cuarto Argentina aprovechó la salida de Duncan por cargarse dos faltas, para llegar al medio tiempo con una ventaja de nueve (42-33).
En el tercer cuarto, con Duncan de vuelta en la cancha y los norteamericanos dispuestos a imponer su prestigio, deslumbró la actuación de Ginóbili haciéndose cargo técnica y emocionalmente del partido, sumando 15 puntos en ese cuarto. En su intento de reacción, el equipo estadounidense llegó a lograr un 12-2 que lo puso a 6 puntos de su rival (60-54), pero estos resistieron la embestida y respondieron con dos triples sucesivos de Alejandro Montecchia y Rubén Wolkowyski y una jugada de cuatro puntos de Ginóbili para terminar el período 70-57.
En el último cuarto, y cuando aún restaban 5 minutos, Estados Unidos perdió a su torre, Duncan, por llegar a las cinco faltas. En ese momento el juego pareció decidido y los norteamericanos no lograron en ningún momento amenazar la histórica victoria argentina. Al día siguiente, el popular periódico estadounidense USA Today escribía:

Los Estados Unidos no tienen más el invencible poderío en baloncesto que una vez tuvieron. Los mejores jugadores del mundo podrán estar en la NBA, pero el mejor equipo, hoy por hoy, es Argentina.

### Final
La final se jugó el 28 de agosto entre Argentina e Italia, que también había sorprendido venciendo a uno de los favoritos, Lituania, el campeón europeo. Los argentinos superaron a los italianos con amplitud, alcanzando un marcador de 84-69.
Ese mismo día apareció publicado en La Nación un artículo escrito por Manu Ginóbili titulado "Estamos ante una oportunidad única", expresando sus emociones y pensamientos en la noche anterior al partido. Dice allí Ginóbili:

Son las dos de la mañana en Grecia, estoy tratando de que baje todo y esperando relajarme para que venga el sueño... De más está decir que estoy muy feliz y con ganas de estar más feliz mañana -por hoy-, porque tenemos una oportunidad que no sé si se nos dará otra vez en la vida. No me importa jugar bien o hacer 29 puntos como contra Estados Unidos: me conformo con hacer 4 y que ganemos. Es muy grande lo que hay en juego como para pensar en eso.
Emanuel Ginóbili.

Argentina sufrió una baja importante al tener que prescindir de Fabricio Oberto, su pívot titular, quien se había fracturado un hueso de la mano en el partido de semifinales. Sin embargo su ausencia no se sentiría debido a la notable actuación de Luis Scola, con 25 puntos (10 de 13 intentos de cancha) y 11 rebotes, ratificando el nivel que venía mostrando y que lo llevó a ser considerado como uno de los mejores jugadores del torneo.
En el primer cuarto Argentina controló el juego apoyado en las anotaciones de Scola y Ginóbili y la base de Juan Ignacio Sánchez para terminar el período arriba por siete (23-16). El segundo cuarto fue mucho más parejo, y los italianos aprovecharon las salidas de las figuras argentinas para reducir diferencias y llegar al descanso apenas un doble abajo (43-41).
El tercer cuarto mostró lo mejor de Italia que empató el partido en el inicio y pasó luego al frente con tres triples consecutivos (51-54). En ese momento, para la Argentina resultó decisivo el rendimiento de Scola quien anotó nueve puntos seguidos, permitiéndole recuperar la ventaja y terminar el cuarto con seis puntos arriba (60-54).
El comienzo del último cuarto nuevamente mostró la ofensiva de Italia, que llegó a ponerse un doble abajo (61-59), aprovechando las fallas argentinas para tratar de definir el partido con triples. Sin embargo, una vez más reaccionaron los argentinos, con dos triples de Montecchia e importantes dobles de Scola y Wolkowysky para establecer una ventaja decisiva de trece puntos (73-60). De allí al final, Argentina jugó con el reloj para obtener una victoria por 84-69 que le dio la medalla de oro.
Los medios especializados coincidieron en señalar que el logro de Argentina se debió tanto al alto nivel alcanzado por varios jugadores de jerarquía mundial, como a un sentido de equipo, compañerismo y sacrificio que potenció aquella cualidad.
Las sobrias palabras de Ginóbili dieron la vuelta al mundo:

Este es el sueño de mi vida, el campeonato que siempre soñé. Lo dedico a toda la gente en Argentina.

Por su parte Scola expresaba en sus declaraciones la magnitud histórica del triunfo:

No puedo entender la dimensión de este logro. Es increíble, no puedo parar de festejar.

Emanuel Ginóbili fue considerado el Mejor Jugador del torneo, en tanto que Luis Scola fue considerado el quinto mejor jugador de la competición.

## Medalla de bronce en natación

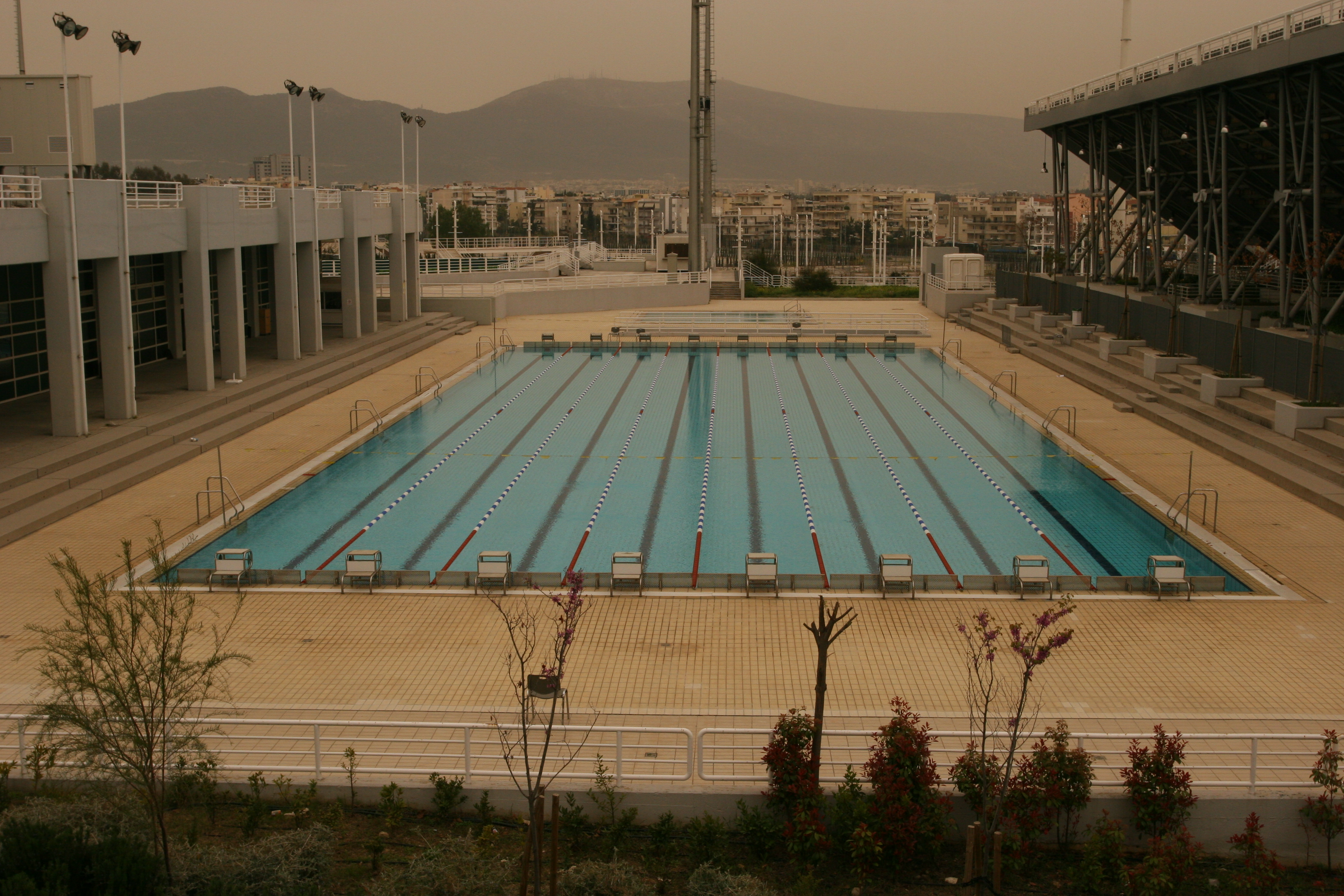
Piscina de agua climatizada del Centro Acuático Olímpico de Atenas, donde se realizaron las pruebas de natación.

El 14 de agosto, la nadadora cordobesa Georgina Bardach, con 20 años, ganó la medalla de bronce en la prueba de 400 metros cuatro estilos o medley. La natación argentina solo había conseguido con anterioridad dos medallas olímpicas: una de oro en Ámsterdam 1928, ganada por Alberto Zorrilla y la otra de plata en Berlín 1936 por Jeanette Campbell.
Bardach había participado en los Juegos Olímpicos de Sídney 2000 sin obtener resultados destacados, pero en 2002 había logrado una medalla de bronce en los 400 metros medley del Campeonato Mundial de Piscina Corta de Moscú y en 2003, una medalla de oro en los Juegos Panamericanos de 2003, también en 400 metros medley, donde estableció un nuevo récord sudamericano (4:43,40). Las competencias de natación se realizaron en la piscina de agua climatizada del Centro Acuático Olímpico del Complejo Olímpico de Deportes de Atenas.
Bardach corrió en la segunda serie, en la que salió primera con un tiempo de 4:41,20, que a la postre resultaría el tercero mejor de la etapa clasificatoria.
La final se realizó esa noche y se caracterizó por la notable remontada de la nadadora argentina. En los primeros 100 metros, correspondientes al estilo mariposa, Georgina se ubicó cuarta. Su situación empeoró en los segundos 200 metros (espalda), el que más dificultades le ofrecía, donde hizo un tiempo peor que el logrado en la serie de clasificación, para quedar relegada al sexto lugar, a casi 3 segundos del tercer lugar. La recuperación de la cordobesa comenzó en los terceros 100 metros (pecho), su estilo preferido, quedando a la finalización de los mismos a 29 centésimas de la tercera. En los últimos 100 metros de estilo libre, Bardach superó a la húngara que la precedía, para terminar tercera con una ventaja de 1,48 segundos, nuevo récord sudamericano.
El periodista Diego Quinteros relató así ese momento:

Jamás olvidará esas brazadas, esa remontada, ese estrépito único en las tribunas del Centro Acuático de natación. Georgina Bardach, guerrera, incansable, infatigable y talentosa nadadora, lo había hecho. Mira a su alrededor, mira a Yana Klochkova, la vencedora indiscutible, y luego se detiene en el tablero electrónico, fiel testigo de que lo que ella soñó desde siempre se cumplió antes de lo previsto. Ya no es el tiempo lo que observa en la pizarra; no en esta ocasión. Ya no importa esa marca, sino el ordenamiento que dice que su nombre está en el tercer lugar. Y se larga a llorar, ahí mismo, en el agua.

| 400 metros medley femenino. Final                                  | 400 metros medley femenino. Final | 400 metros medley femenino. Final | 400 metros medley femenino. Final | 400 metros medley femenino. Final | 400 metros medley femenino. Final |
| Pos.                                                               | Nadadora                          | País                              | Tiempo                            |                                   | Récord                            |
| ------------------------------------------------------------------ | --------------------------------- | --------------------------------- | --------------------------------- | --------------------------------- | --------------------------------- |
| 1                                                                  | Yana Klochkova                    | Ucrania                           | 4:34,83                           |                                   |                                   |
| 2                                                                  | Kaitlin Sandeno                   | Estados Unidos                    | 4:34,95                           |                                   | Estadounidense                    |
| 3                                                                  | Georgina Bardach                  | Argentina                         | 4:37,51                           |                                   | Sudamericano                      |
| 4                                                                  | Eva Risztov                       | Hungría                           | 4:39,29                           |                                   |                                   |
| 5                                                                  | Joanna Maranhão                   | Brasil                            | 4:40,00                           |                                   | Brasileño                         |
| 6                                                                  | Nicole Hetzer                     | Alemania                          | 4:4020                            |                                   |                                   |
| 7                                                                  | Yoo-Sun Nam                       | Corea del Sur                     | 4:50,35                           |                                   |                                   |
| 8                                                                  | Vasiliki Angelopoulou             | Grecia                            | 4:50,85                           |                                   |                                   |
| Fuente: Athens 2004, Olympic results, Wyniki igrzyzk olimpijskich. |                                   |                                   |                                   |                                   |                                   |

## Medalla de bronce en tenis

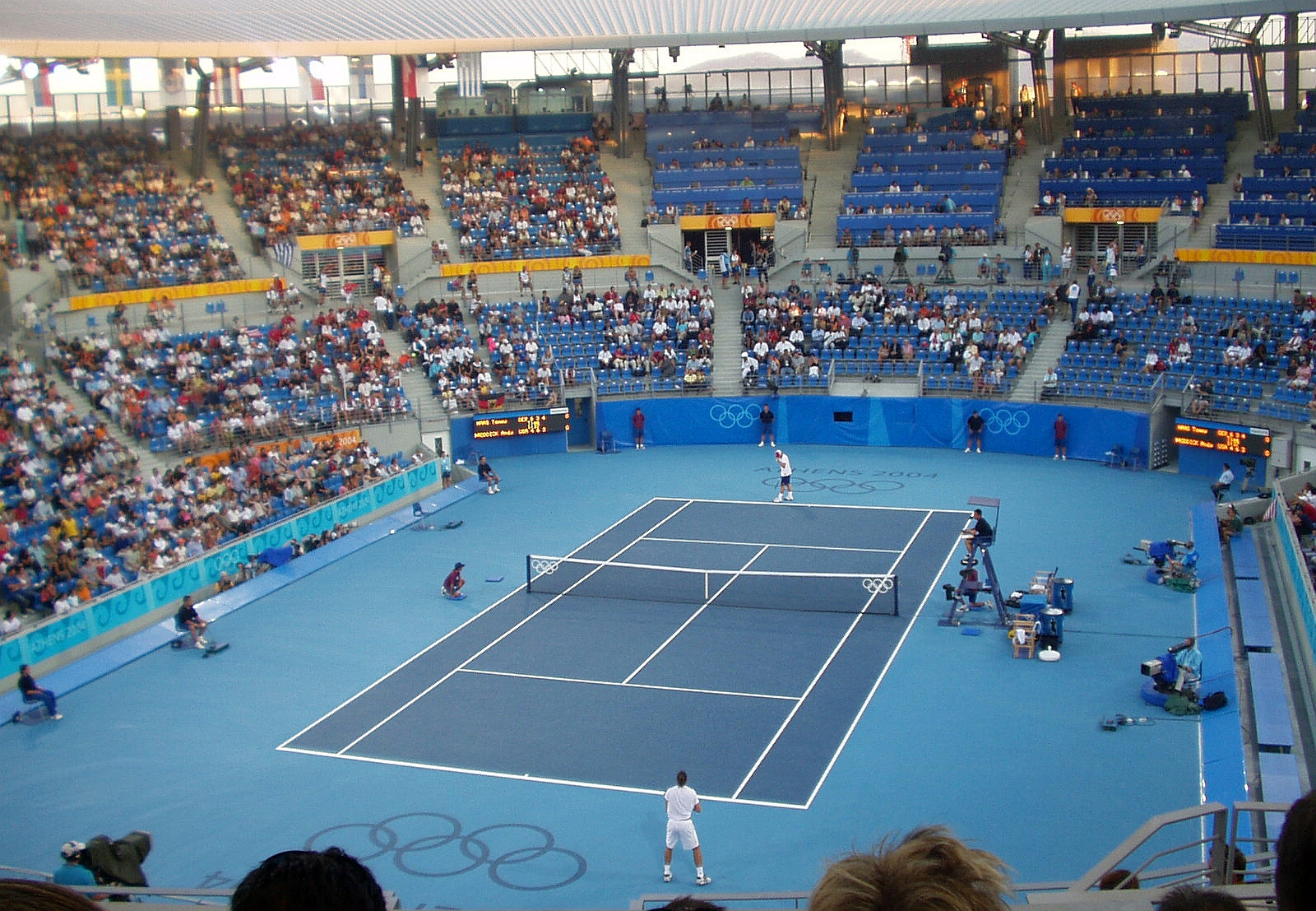
Una de las canchas del Centro Olímpico de Tenis del Complejo Olímpico de Deportes de Atenas, donde se disputaron las competencias de tenis.

El 21 de agosto, Paola Suárez (28 años) y Patricia Tarabini (36 años), obtuvieron la medalla de bronce en tenis, en la competencia de dobles femenino.
Paola Suárez, una especialista en dobles, se hallaba en ese entonces en su mejor momento deportivo, clasificada 1.ª en la clasificación de dobles femenino, y 9.ª en la clasificación individual. Suárez, quien ya había participado en los Juegos Olímpicos de Sídney 2000, perdiendo en segunda ronda, eligió como compañera para esta ocasión a Patricia Tarabini, una veterana jugadora ya retirada del circuito profesional, que había llegado a ser 29.ª en la clasificación individual y 12.ª en la de dobles, y participado en dos Juegos Olímpicos previos (1992 y 1996). La decisión fue cuestionada inicialmente por algunos observadores, pero finalmente mostró ser la adecuada. La pareja quedó preclasificada en séptimo lugar para la competencia. 
Suárez-Tarabini tuvieron un duro encuentro en primera ronda, ante las españolas Arantxa Sánchez Vicario y Anabel Medina, aquella ex n.º 1 del mundo en su última competencia antes del retiro y esta, medalla de plata en dobles femeninos, en los siguientes Juegos Olímpicos de Pekín 2008. La dupla Sánchez-Medina ganó el primer set en el tie-break (6-7 [8-6]), pero las argentinas se recuperaron ganando ajustadamente el segundo por 7-5 y con amplitud el tercero por 6-2.
En segunda ronda el equipo argentino enfrentó a las japonesas Saori Obata y Akiko Morigami; ambas habían ganado el año anterior el título de dobles femenino de la WTA, en el torneo de Memphis. Suárez-Tarabini se impusieron por 6-4 y 6-2, y quedaron como las únicas competidoras de la delegación argentina de tenis que logró llegar a cuartos de final en alguna de las cuatro pruebas olímpicas que se disputaron en ese deporte.
El 19 de agosto enfrentaron en cuartos de final a las francesas Sandrine Testud y Nathalie Dechy. Testud era una experimentada tenista de 32 años, que había llegado a ser 9.ª en la clasificación individual de la WTA y 8.ª en la de dobles, en el año 2000; Dechy tenía 25 años, y alcanzaría sus niveles más altos un par de años después, cuando llegó al 11.º lugar de la clasificación individual y al 8.º en dobles. Las argentinas ganaron el primer set 6-4. Las francesas sin embargo se repusieron en el segundo set ganándolo con amplitud por 1-6, y parecían encaminarse al triunfo cuando quebraron el saque de las argentinas y se pusieron 2-4 arriba en el tercero. Pero Suárez-Tarabini reaccionaron, para ganar cuatro juegos consecutivos y adjudicarse así el partido.
En la segunda semifinal la dupla argentina debió enfrentar como favoritas a las chinas Ting Li y Sun Tiantian, octava cabeza de serie, quienes a la postre sorprenderían ganando la medalla de oro. En el primer set, la pareja china mostró una considerable superioridad, quebrando tres veces el saque argentino y ganando 2-6. Pero las argentinas se repusieron en el segundo set, revirtiendo el dominio del juego, para ganarlo por el mismo marcador (6-2). El tercer set fue muy parejo y cambiante, con siete quiebres de saque (cuatro para las chinas y tres para las argentinas). El momento culminante del partido se produjo cuando Suárez-Tarabini lograron ponerse 6-5, con el saque de Tarabini para ganar el encuentro. La dupla Sun-Li, sin embargo, logró quebrar el servicio argentino, y empatar el encuentro en 6, para quebrar luego nuevamente y ganar su pase a la final por 9-7, en un juego que duró 67 minutos.
El 21 de agosto Paola Suárez y Patricia Tarabini jugaron por la medalla de bronce contra la pareja japonesa integrada por Ai Sugiyama y Shinobu Asagoe, quienes ya habían sorprendido en primera ronda venciendo a las rusas Anastasia Myskina y Yelena Deméntieva. Sugiyama era en ese momento la 8.ª en la clasificación mundial individual y había sido n.º 1 del mundo en dobles en 2000; Asagoe, quien alcanzaría en 2006 el n.º 13 de la clasificación mundial de dobles, estaba en la plenitud de su rendimiento, ganando ese año tres títulos de dobles en torneos de la WTA. Las argentinas se repusieron emocionalmente de la derrota en semifinales y derrotaron con amplitud a las japonesas por 6-3 y 6-3.
Luego de la premiación y aún afectada por haber perdido la semifinal que les hubiera permitido disputar la medalla de oro, Patricia Tarabini destacaba lo que le había dicho Paola Suárez:

En el vestuario, después de ganar, Poli me dijo que me diera cuenta de que habíamos logrado algo que mucha gente no consigue en toda su carrera. Entramos en la historia.

De este modo obtuvieron la tercera medalla olímpica ganada por el tenis argentino a lo largo de la historia, luego de la medalla de plata de Gabriela Sabatini en Seúl 1988 y la de bronce de Javier Frana y Christian Miniussi en Barcelona 1992.

## Medalla de bronce en hockey sobre césped
El equipo femenino de hockey sobre césped, Las Leonas, obtuvo la medalla de bronce, la segunda de cuatro medallas olímpicas sucesivas que obtendría en esta disciplina.
El hockey femenino había sido incluido en los Juegos Olímpicos de Moscú 1980. La Argentina venía demostrando un buen nivel de juego en hockey femenino desde que se iniciaran los campeonatos mundiales en 1974, habiendo salido subcampeona tres veces (1974, 1976 y 1994) y una vez tercera (1978), pero recién había logrado clasificar para los Juegos Olímpicos en Atlanta 1996, donde salió sexta, obteniendo diploma olímpico. En los Juegos Olímpicos de Sídney 2000, Las Leonas obtuvieron la medalla de plata, sorprendiendo a los especialistas y posteriormente salieron campeonas mundiales en 2002, lo que las colocaba en el grupo de favoritas en Atenas, junto a Holanda, Alemania y Australia.
Los encuentros se realizaron en el Centro Olímpico de Hockey ubicado dentro del Complejo Olímpico Helliniko.
La competencia utilizó un sistema diferente del que fuera utilizado en los Juegos anteriores. En esta oportunidad, se mantuvieron dos grupos iniciales de cinco equipos cada uno, pero solo los dos equipos que terminaban en los dos primeros lugares de cada uno podían disputar las medallas, jugando en semifinales el primero de cada grupo contra el segundo del otro.
Argentina integró el Grupo A, junto a Nueva Zelanda, España, China y Japón, mientras que el Grupo B reunió a Holanda, Alemania, Australia, Corea del Sur y Sudáfrica.
Las argentinas debutaron el 14 de agosto venciendo a España por un contundente 4:0, con goles de Ayelén Stepnik (10'), Cecilia Rognoni (24'), Soledad García (27') y Vanina Oneto (68').
El segundo partido se jugó el 16 de agosto, frente a Japón, con un nuevo triunfo argentino por 3:1, luego de que el primer tiempo finalizara empatado 1:1. Los goles argentinos fueron convertidos por Inés Arrondo (18'), Soledad García (36') y Marina Di Giácomo (57'). El 20 de agosto ganaron su tercer partido consecutivo contra Nueva Zelanda por 3:0, con goles de Luciana Aymar (7'), Vanina Oneto (37') y Soledad García (52), asegurando la clasificación a semifinales.
El último partido de la ronda clasificatoria fue jugado entre argentinas y chinas, para definir quién finalizaba en primer lugar en el grupo. El encuentro fue ganado por China 3:2, que se desarrolló siempre con el equipo oriental poniéndose al frente del marcador, y las sudamericanas empatando dos veces. Los dos goles de las Leonas fueron convertidos por Luciana Aymar a los 16 y 33 minutos.
En semifinales Argentina debía enfrentarse a los Países Bajos y China a Alemania. El enfrentamiento entre Argentina y los Países Bajos significaba reeditar la final del último Campeonato Mundial de Perth en 2002, en la que el equipo americano se había impuesto en los penales. El partido se jugó el 24 de agosto y fueron Las Leonas las que abrieron el marcador a los 16' por medio de Soledad García (1:0). En el segundo tiempo las neerlandesas obtuvieron dos goles en cuatro minutos (40' y 44') y parecía que se imponía cuando Magdalena Aicega obtuvo la igualdad a tres minutos del final (67'). De ese modo volvió a repetirse la definición por penales de la final de Perth. Pero en esta ocasión fueron las argentinas las que fallaron y los Países Bajos terminaron clasificando a la final, al convertir cuatro penales, contra sólo dos de la Argentina. Finalmente las neerlandesas perderían la final frente a Alemania.
El 26 de agosto Argentina y China se enfrentaron nuevamente por la medalla de bronce. Con un juego de alta velocidad y esfuerzo físico, las chinas eran la sorpresa de la competencia y habían empatado con Alemania en la semifinal (0:0), perdiendo en el desempate por penales (3:4). El partido fue extremadamente parejo y ambos equipos lograron neutralizarse y mantener sus respectivas vallas invictas, hasta que, un minuto antes de finalizar el encuentro (69'), Luciana Aymar logró el gol de la victoria que le dio el triunfo a las Leonas y la medalla de bronce.

De golpe, cuando menos se la esperaba, Luciana Aymar demostró por qué es considerada la mejor del mundo. A pura garra y talento, puso la bocha debajo de su palo y encaró muy decidida, en medio de las duras defensoras chinas. Gambeteó a una, a otra, inclinó su cuerpo y sacó un bombazo tremendo, a media altura, que se metió junto a un rincón. Gol, victoria, bronce y alegría, todo a apenas un minuto del final.

De ese modo, la selección femenina de hockey sobre césped se subió al podio en dos Juegos Olímpicos consecutivos, logró que volvería a alcanzar en los Juegos Olímpicos de 2008.
El seleccionado argentino de hockey sobre césped que obtuvo medalla de bronce estuvo integrado por Magdalena Aicega, Mariela Antoniska, Inés Arrondo, Luciana Aymar, Claudia Burkart, Marina Di Giácomo, Soledad García, Mariana González Oliva, Alejandra Gulla, María de la Paz Hernández, Mercedes Margalot, Vanina Oneto, María Cecilia Rognoni, Mariné Russo, Ayelén Stepnik y Paola Vukojicic. El entrenador fue Sergio Vigil.

## Medalla de bronce en vela (Clase Tornado)

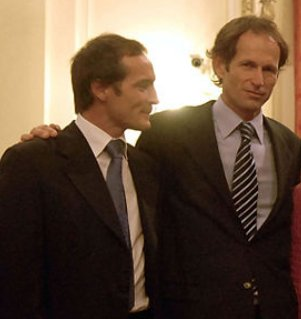
Carlos Espínola y Santiago Lange en la recepción presidencial a los medallistas olímpicos en la Casa Rosada, luego de los Juegos de Pekín 2008.

El 28 de agosto de 2004, los regatistas Carlos Espínola (32 años) y Santiago Lange (42 años), obtuvieron la medalla de bronce en la clase Tornado. Cuatro años después, ambos repetirían el logro en los Juegos Olímpicos de Pekín 2008.
Las competencias se realizaron siguiendo un formato de once regatas de las cuales cada tripulación descartaba la peor colocación. Cada regata asignaba la misma cantidad de puntos que la posición en la que se finalizaba, triunfando aquel que sumara menor cantidad de puntos. Las regatas se corrieron en el Centro Olímpico de Vela Agios Kosmas, a cuatro millas del centro de Atenas, sobre la costa marítima, y participaron en la misma 17 equipos.
La dupla Espínola-Lange tuvo un buen comienzo en la primera jornada corrida el 21 de agosto, terminando en 7º lugar en la regata inicial y ganando la segunda; con esos resultados los argentinos se ubicaron cuartos en la general, precedidos por los austríacos, los estadounidenses y los españoles, y seguidos por un gran pelotón entre los que estaban los franceses, portugueses, neerlandeses y australianos.
La segunda jornada se realizó al día siguiente, obteniendo Espínola-Lange el 6º y el 5º lugar en la tercera y cuarta regatas, respectivamente, que les permitió alcanzar el tercer lugar en la general.
La tercera jornada no fue del todo buena para los tres primeros, y la circunstancia fue aprovechada por el segundo pelotón para acercarse a las posiciones de medalla. La dupla argentina salió 6ª y 11.ª (descarte) en ambas regatas, y aunque se mantuvo en el tercer lugar, se le acercaron a un punto franceses y neerlandeses, y a dos puntos los portugueses.
En la cuarta jornada Espínola-Lange llegaron en 5º y 8º lugar, pero una buena actuación de los neerlandeses ganando la séptima regata, relegó a los argentinos al cuarto lugar en la general. En la quinta jornada, los argentinos tuvieron una muy buena actuación, con un 4º y un 3º lugar, que les permitió recuperar la tercera posición en la tabla general y sacar una luz de cinco puntos sobre los neerlandeses y australianos y de doce puntos sobre los franceses, para enfrentar la Medall Race final (última regata por las medallas).
En la jornada de cierre de la prueba, el dúo Espínola-Lange, ya sin posibilidades de disputar las medallas de oro y plata, reguló su actuación para preservar la ventaja sobre sus seguidores. De ese modo, tras finalizar en 9º lugar en la última regata, garantizaron el tercer puesto en la general y así, la obtención de la medalla de bronce.
Finalizada la competencia Espínola y Lange se dirigieron adonde se encontraba el equipo austríaco ganador de la medalla de oro, para celebrar juntos:

Celebramos con ellos porque, más allá de la competencia a muerte, tenemos lealtad deportiva.
Santiago Lange.

Con este resultado Carlos Espínola se convirtió en el primer argentino en ganar tres medallas olímpicas.
| Vela Clase Tornado. Tabla final                                    | Vela Clase Tornado. Tabla final         | Vela Clase Tornado. Tabla final | Vela Clase Tornado. Tabla final | Vela Clase Tornado. Tabla final |
| Pos.                                                               | Equipo                                  | País                            | Pts.                            |                                 |
| ------------------------------------------------------------------ | --------------------------------------- | ------------------------------- | ------------------------------- | ------------------------------- |
| 1                                                                  | Roman Hagara-Hans Peter Steinacher      | Austria                         | 34                              |                                 |
| 2                                                                  | John C. Lovell-Charles F. Ogletree      | Estados Unidos                  | 45                              |                                 |
| 3                                                                  | Carlos Espínola-Santiago Lange          | Argentina                       | 54                              |                                 |
| 4                                                                  | Olivier Backès-Laurent Voiron           | Francia                         | 57                              |                                 |
| 5                                                                  | Mitch Booth-Herbert Dercksen            | Países Bajos                    | 61                              |                                 |
| 6                                                                  | Darren Bundock-John Forbes              | Australia                       | 62                              |                                 |
| 7                                                                  | Enrique Figueroa Suárez-Jorge Hernández | Puerto Rico                     | 72                              |                                 |
| 8                                                                  | Fernando Echavarri-Antón Paz            | España                          | 74,8                            |                                 |
| 9                                                                  | Andriej Kiriluk-Walerij Uszkow          | Rusia                           | 76                              |                                 |
| 10                                                                 | Francesco Marcolini-Edoardo Bianchi     | Italia                          | 78                              |                                 |
| Fuente: Athens 2004, Olympic results, Wyniki igrzyzk olimpijskich. |                                         |                                 |                                 |                                 |

## Diplomas olímpicos (puestos premiados) y otros buenos resultados
Los atletas argentinos en Atenas 2004 obtuvieron 7 diplomas olímpicos (puestos premiados), entre ellos un cuarto lugar.
 Santiago Fernández, en remo, concluyó 4° en single scull, con un tiempo de 6:55.17.
 El equipo masculino de voleibol concluyó 5°, estando integrado por Jerónimo Bidegain, Santiago Darraidou, Jorge Elgueta, Hernán Ferraro, Gastón Giani, Diego Gutiérrez, Pablo Meana, Marcos Milinkovic, Leonardo Patti, Pablo Peralta, Gustavo Porporatto, Alejandro Spajić.
El equipo de judo obtuvo tres diplomas:
 Daniela Krukower obtuvo el 5° lugar en la categoría hasta 63 kilos.
 Jorge Lencina obtuvo el 7° lugar en la categoría hasta 66 kilos.
 Eduardo Costa obtuvo el 7° lugar en la categoría hasta 90 kilos.
 Serena Amato, en vela, llegó en 6º lugar en la clase Europa.
 Javier Correa, en piragüismo, finalizó 8º en la prueba de 500 metros en K1, con un tiempo de 1:40.639.
Otros buenos resultados de deportistas argentinos en Atenas 2004 fueron:
- Nora Koppel, del equipo de halterofilia, finalizó en 9° lugar en la categoría hasta 63 kilos, levantando 237,5 kilos.[64]
- Juan Curuchet y Walter Pérez, del equipo de ciclismo, finalizaron en 9° lugar en la prueba Madison.[65] En los siguientes Juegos ambos obtendrían la medalla de oro en esta prueba.
- Mariano Baracetti y Martín Conde, finalizaron en 9° lugar en vóley playa.[62]
- Jimena Florit, del equipo de ciclismo, finalizó en 12° lugar en la prueba de BMX (bicycle moto cross).[65]
- María Fernanda Sesto y Paula Reinoso, clasificaron en 12º lugar en vela, en la Clase 470, con 102 puntos.[59]
- Diego Emilio Romero, clasificó en 12º lugar en vela, en la Clase Laser, con 134 puntos.[59]
- Alejandra García, en atletismo, clasificó en 13.eɽ lugar en la prueba de salto con pértiga, con una marca de 4,20 m.[66]

## 28 de agosto de 2004: el día más importante del deporte argentino
Varios especialistas han considerado que el 28 de agosto de 2004 fue el día más importante del deporte argentino, debido a los logros olímpicos alcanzados ese día. 
A las 5:51 de la mañana, hora argentina, el equipo de fútbol masculino obtuvo la medalla de oro ganando todos los partidos y sin recibir goles en contra. Era la primera medalla de oro para la Argentina en 52 años y el único título mayor que el fútbol argentino no tenía. Poco después, a las 8:15 de la mañana, hora argentina, Carlos Espínola y Santiago Lange obtuvieron la medalla de bronce en vela, en la clase Tornado. Finalmente a las 18:31, por la tarde, el equipo de baloncesto masculino ganó la medalla de oro, convirtiéndose en el único país existente en haber desplazado a Estados Unidos de ese logro, ya que la Unión Soviética y Yugoslavia, también ganadores del oro habían dejado de existir para entonces.
Los periódicos argentinos destacaron el hecho de que el himno nacional argentino hubiese sido interpretado dos veces ese día, debido a la distinción que se concede al ganador de la medalla de oro, y que ello hubiese sucedido en los dos deportes más populares del mundo.
Por la magnitud de los logros deportivos obtenidos ese 28 de agosto de 2004, varios medios sostuvieron que se trató del día más importante de la historia del deporte argentino. El corresponsal Gustavo Ronzano expresó del siguiente modo ese momento:

La alegría hecha llanto y de esta eléctrica sensación colectiva que se instaló en Atenas un sábado de gloria y que rebotó enseguida allá en la otra punta del planeta. En aquella Argentina tan lejana y tan dentro de uno a la vez. A la mañana en el estadio de fútbol, a la noche en el de básquet. Doble de oro, doble locura en el día más importante de la historia del deporte argentino. ¡Salud, campeones!